# Coördinatenstelsel
Door een coördinatenstelsel wordt een vlak of een ruimte zo ingedeeld, dat de plaats van ieder punt in dat vlak of die ruimte eenduidig wordt bepaald door een aantal getallen, die coördinaten van dat punt heten.
Er wordt in de euclidische meetkunde met rechtlijnige en kromlijnige coördinatenstelsels gerekend. Coördinaten worden bij een rechtlijnig coördinatenstelsel aangegeven door coördinaatassen met waarden erlangs. Eventueel worden niveaulijnen toegevoegd. Bij kromlijnige coördinaten, zoals bij geografische coördinaten op een wereldkaart, zijn de niveaulijnen extra belangrijk.
De verschillende homogene coördinaten definiëren ook coördinatenstelsels. Die worden in de projectieve meetkunde gebruikt.

## Rechtlijnig coördinatenstelsel

### Platte vlak

Cartesisch coördinatenstelsel van het vlak

In een vectorruimte wordt een coördinatenstelsel bepaald door de keuze van een basis. 
Het bekendste coördinatenstelsel is het cartesisch coördinatenstelsel {\displaystyle (x,y)} uit de meetkunde. Dit coördinatenstelsel is genoemd naar Descartes. Het cartesisch coördinatenstelsel is de gebruikelijke manier om de plaats van een punt in een vlak vast te leggen met twee coördinaten ten opzichte van twee coördinaatassen, meestal {\displaystyle x}-as en {\displaystyle y}-as genoemd, die loodrecht op elkaar staan. De horizontale as is meestal de {\displaystyle x}-as, de verticale as de {\displaystyle y}-as. Het punt waar de {\displaystyle x}-as en de {\displaystyle y}-as elkaar snijden, heet de oorsprong {\displaystyle O}. De beide assen en de oorsprong vormen samen het assenkruis. Een punt {\displaystyle P} bepaald door de gerichte afstanden daarvan tot de beide assen. Notatie:
{\displaystyle P=(x_{P},y_{P})}
De {\displaystyle x}-coördinaat {\displaystyle P} is afstand {\displaystyle x_{P}} tot de {\displaystyle y}-as en heet ook wel abscis. De {\displaystyle y}-coördinaat is de afstand {\displaystyle y_{P}} tot de {\displaystyle x}-as en heet wel de ordinaat. Deze namen werden al in de 17e eeuw in de analytische meetkunde gebruikt, die door Descartes en Fermat werd ontwikkeld. Omdat in een plat vlak twee coördinaten nodig zijn om een punt vast te leggen, heet dat vlak tweedimensionaal.
Het {\displaystyle xy}-vlak wordt in vier kwadranten verdeeld. Het deel van het vlak waarin de  {\displaystyle x}- en de  {\displaystyle y}-coördinaat beide groter zijn dan 0, heet het 1e kwadrant. De vier kwadranten worden in tegenwijzerzin genummerd. In feite is de dimensie van een ruimte het aantal coördinaten dat nodig is om de plaats van de punten in die ruimte precies te kunnen vastleggen.

### Drietallen van ruimtelijke coördinaten
Een punt {\displaystyle P} in de driedimensionale euclidische ruimte wordt door drie reële cartesische coördinaten {\displaystyle (x,y,z)} vastgelegd. Naast de {\displaystyle x}-as en de {\displaystyle y}-as is er ook een {\displaystyle z}-as, die loodrecht staat op het vlak waarin de {\displaystyle x}- en {\displaystyle y}-as liggen:
{\displaystyle P=(x_{P},y_{P},z_{P})}

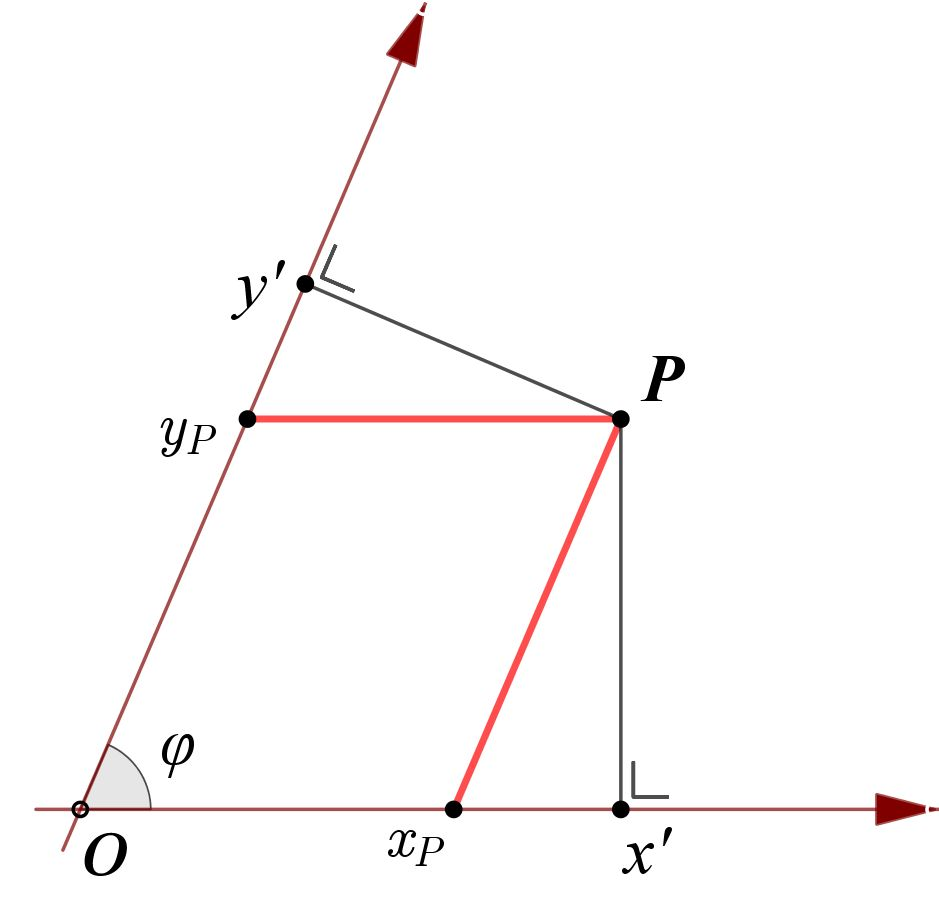
Scheef assenstelsel in het platte vlak. De coördinaten zijn en, de en en de loodrechte lijnen zijn hier niet van belang.

Het meest gebruikelijk is een rechtsdraaiend orthogonaal coördinatenstelsel, als in de afbeelding. Toepassing van de rechterhandregel betekent dan dat bij draaiing om de
- {\displaystyle x}-as de draaihoek positief gerekend wordt als de {\displaystyle y}-as naar de {\displaystyle z}-as gedraaid wordt;
- {\displaystyle y}-as de draaihoek positief gerekend wordt als de {\displaystyle z}-as naar de {\displaystyle x}-as gedraaid wordt;
- {\displaystyle z}-as de draaihoek positief gerekend wordt als de {\displaystyle x}-as naar de {\displaystyle y}-as gedraaid wordt.

Het spiegelbeeld van een rechtsdraaiend coördinatenstelsel is een linksdraaiend stelsel.

## Scheef assenstelsel
Bij een scheef assenstelsel staan de assen niet loodrecht op elkaar. De {\displaystyle x}-coördinaat {\displaystyle x_{P}} van een punt {\displaystyle P} is de gerichte afstand van de {\displaystyle x}-as naar {\displaystyle P}, gemeten langs een lijn evenwijdig aan de {\displaystyle y}-as, en omgekeerd.
Het voorbeeld van een tweedimensionale functieruimte illustreert een mogelijke reden voor zo'n assenstelsel: functies worden daar door punten weergegeven, en met de vooraf bepaalde coördinaten van functies en afstanden tussen functies zou een rechthoekig assenstelsel een vertekend beeld geven van die afstanden.
Een ander begrip is scheef coördinatenstelsel. Een scheef coördinatenstelsel is vooral van toepassing als de scheefheid de keuze van de coördinaten van de punten betreft, in plaats van de keuze in welke positie vectoren met gegeven coördinaten worden weergegeven.

## Poolcoördinaten

Poolcoördinaten met straal en hoek

Cartesische coördinaten zijn niet de enige mogelijkheid om een punt van het platte vlak te kenschetsen door twee getallen. Afhankelijk van de toepassing kan het nuttig zijn als de afstand tot een gegeven "centraal" punt een van de coördinaten is. Bij poolcoördinaten {\displaystyle (r,\theta )} wordt een vast punt als oorsprong gekozen (de pool), en een halve rechte met de oorsprong als eindpunt. De eerste coördinaat van een willekeurig punt {\displaystyle P}, voerstraal genaamd, is zijn afstand tot de oorsprong en wordt meestal aangeduid met het symbool {\displaystyle r.} De voerstraal kan ieder niet-negatief reëel getal zijn. De tweede coördinaat heet argument en is de georiënteerde hoek {\displaystyle \theta } tussen de gekozen halve rechte en de verbindingslijn van de oorsprong met het gegeven punt (de pool-as). Het argument ligt dus tussen 0° en 360°, al worden ook andere conventies gehanteerd zoals het interval [-180°,+180°] of wordt de hoek uitgedrukt in radialen.
Net als bij geografische coördinaten is ook hier niet ieder tweetal reële getallen een geldig paar coördinaten (het eerste getal moet minstens 0 zijn), en twee verschillende paren kunnen hetzelfde punt aanduiden (de hoek 360° heeft hier dezelfde betekenis als de hoek 0°).

## Bolcoördinaten en cilindercoördinaten
Poolcoördinaten in het platte vlak kunnen worden veralgemeend tot coördinaten in de driedimensionale euclidische ruimte door aan de twee hoeken één afstandsmaat toe te voegen. Bij bolcoördinaten {\displaystyle (r,\theta ,\varphi )} is dit de lengte van de voerstraal, de afstand van het gegeven punt tot de oorsprong. Bij cilindercoördinaten {\displaystyle (r,\theta ,z)} is het de {\displaystyle z}-coördinaat, d.w.z. de hoogte van het punt boven het {\displaystyle xy}-vlak waarin het argument wordt gemeten.

Cartesische coördinaten, bolcoördinaten en cilindercoördinaten

## Geografische coördinaten
Een punt op het oppervlak van een bol heeft twee vrijheidsgraden, en het lijkt dan ook aannemelijk dat een punt op het aardoppervlak kan worden geïdentificeerd aan de hand van twee coördinaten, aan de hand van geografische coördinaten. Aangezien de aarde echter niet de meetkundige structuur van het platte vlak heeft, kan het cartesische stelsel hier niet ongewijzigd op worden toegepast.
In plaats daarvan worden een vaste grootcirkel gekozen, de evenaar, en een vast nulpunt op die cirkel. De grootcirkel die loodrecht op de evenaar door het nulpunt gaat, heet nulmeridiaan. De evenaar heeft een fysische betekenis. Het nulpunt is daarentegen historisch bepaald.
De positie van een willekeurig punt wordt bepaald door enerzijds de breedtegraad, dat is de georiënteerde hoek tussen de verbindingslijn van het middelpunt van de aarde naar het gegeven punt en het vlak van de evenaar, en anderzijds door de lengtegraad, de georiënteerde hoek tussen diezelfde verbindingslijn en het vlak van de nulmeridiaan, gemeten aan de kant die het dichtst bij het nulpunt ligt.

Breedtegraad en lengtegraad van de aarde.

De breedtegraad varieert tussen -90° en +90°; meestal wordt een positief getal gebruikt met de bijkomende vermelding noorderbreedte of zuiderbreedte. De lengtegraad varieert tussen -180° en +180°, en ook deze wordt meestal positief uitgedrukt met de bijkomende vermelding oosterlengte of westerlengte. Hieruit volgt dat geografische coördinaten op twee belangrijke punten verschillen van cartesische coördinaten:
- niet ieder tweetal getallen is een geldig paar coördinaten; er is bijvoorbeeld geen enkele plaats op aarde met breedtegraad 100°;
- bij sommige punten zijn meerdere lengtegraden mogelijk: 180° oosterlengte is hetzelfde als 180° westerlengte, en de polen hebben een willekeurige lengtegraad.

De cartografie houdt zich bezig met het afbeelden van (een deel van) het aardoppervlak op een vlakke meetkundige structuur (plat vlak). Bij het maken van een kaart moet worden bepaald hoe de geografische coördinaten op de kaart worden geprojecteerd, omdat er rekening mee moet worden gehouden, dat de aarde rond is. Vaak wordt een kaart voorzien van dunne lijnen die punten met dezelfde lengtegraad of punten met dezelfde breedtegraad verbinden. Dit laat toe de geografische coördinaten van een punt op de kaart te schatten. Deze lengte- en breedtelijnen zijn meestal geen rechte lijnen op de kaart.
Het woord geografisch wordt specifiek gebruik voor de aarde; bij andere hemellichamen met een vast oppervlak worden gelijkaardige coördinatenstelsels gehanteerd, zoals stelsels met selenografische coördinaten (op de Maan) of areografische coördinaten (op Mars).
Op ongeveer dezelfde manier gebruiken sterrenkundigen diverse astronomische coördinatenstelsels om de schijnbare positie van een hemellichaam op de hemelbol weer te geven. De verschillende mogelijkheden onderscheiden zich naargelang van de keuze van de evenaar, en eventueel het nulpunt:
- bij horizoncoördinaten is de referentiecirkel de horizon van de waarnemer; in de sterrenkunde geldt het zuidpunt van de horizon als nulpunt, terwijl in militaire toepassingen meestal het noordpunt die rol vervult
- bij equatoriale coördinaten is de referentiecirkel de hemelevenaar, dat is de projectie van de aardse evenaar op de hemelkoepel; bij globale equatoriale coördinaten is het nulpunt het lentepunt, en bij lokale equatoriale coördinaten is het nulpunt het zuiden
- bij ecliptische coördinaten is de referentiecirkel de ecliptica - dat is de schijnbare baan van de Zon tussen de sterren
- bij galactische coördinaten is de referentiecirkel het vlak van de Melkweg, en het nulpunt de richting van het centrum van de Melkweg.

## Homogene coördinaten
Homogene coördinaten zijn coördinatenstelsels, waarbij de coördinaten op een factor na zijn bepaald, zodat alleen hun onderlinge verhoudingen betekenis hebben. Zij worden vooral in het platte vlak gebruikt. Er zijn: barycentrische, projectieve en trilineaire coördinaten.

## Transformaties
Als in eenzelfde ruimte, of een deel daarvan, twee verschillende coördinatenstelsels naast elkaar bestaan, dan rijst het probleem van de omzetting van een stel coördinaten in het ene stelsel, naar een stel coördinaten van hetzelfde punt ten opzichte van het andere stelsel. Dat wordt een coördinatentransformatie genoemd.
Als voorbeeld geven we de omzetting van poolcoördinaten {\displaystyle (r,\theta )} van een punt in het vlak naar cartesische coördinaten {\displaystyle (x,y)} waarbij de positieve {\displaystyle x}-as samenvalt met de nulrechte van het argument in poolcoördinaten, en de {\displaystyle y}-as met het argument 90°:
{\displaystyle x=r\cos \theta }
{\displaystyle y=r\sin \theta }

## Bewegend coördinatenstelsel
De kinematica is de tak van de fysica die het gedrag van bewegende punten en lichamen beschrijft. De beweging van een punt ten opzichte van een coördinatenstelsel is een functie van één reële parameter (de tijd) en neemt als waarden telkens een stel coördinaten in. In toepassingen wordt vaak een bewegend coördinatenstelsel gebruikt waarvan de beweging zo gekozen is, dat ze de beschrijving van de beweging van de punten en lichamen vereenvoudigt.
De klassieke mechanica berust op het relativiteitsprincipe van Galileï: er bestaan oneindig veel bewegende cartesische coördinatenstelsels, inertiaalstelsels geheten, waarbinnen de wetten van de natuur zich gelijkaardig manifesteren. De oorsprong van één zo'n stelsel beweegt eenparig rechtlijnig ten opzichte van eender welk ander inertiaalstelsel, en de assen veranderen niet van oriëntatie.

## Variëteiten
Het wiskundige begrip variëteit is nauw verbonden met coördinaten en coördinatentransformaties. Verschillende takken van de wiskunde onderscheiden verschillende soorten variëteiten, maar de meeste definities hebben gemeen dat een variëteit bestaat uit een topologische ruimte {\displaystyle X} en een atlas op {\displaystyle X,} dat is een verzameling coördinatenstelsels voor open deelverzamelingen van {\displaystyle X} die samen heel {\displaystyle X} overdekken, en waarvoor op de overlappende gebieden coördinatentransformaties bestaan die de juiste eigenschappen hebben (bijvoorbeeld homeomorfismen).

## Discrete coördinaten
Bij een eindig of aftelbaar parallellogrampatroon (in het bijzonder een rechthoekig patroon) van punten die een gehele lineaire combinatie zijn van twee tweedimensionale vectoren, en bij een dienovereenkomstig patroon van velden, kunnen discrete coördinaten worden gebruikt. Dit kunnen twee gehele getallen zijn, of bijvoorbeeld een letter(combinatie) en een getal, de letter(combinatie) staat dan meestal vooraan. Bij een rechthoekig patroon geldt nog het volgende. De verticale coördinaat kan naar boven toenemen of naar beneden. De horizontale coördinaat neemt bijna altijd naar rechts toe. Als één coördinaat een letter(combinatie) is staat die meestal vooraan en is deze meestal de horizontale coördinaat.
Voorbeelden:
- Twee getallen {\displaystyle (i,j)} overeenkomstig gebruikelijke continue coördinaten {\displaystyle (x,y)}: {\displaystyle m} horizontaal, {\displaystyle n} verticaal, naar boven toenemend.
- (rijnummer, kolomnummer), onder meer bij een matrix en een tabel: {\displaystyle (i,j)} met {\displaystyle i} verticaal, naar beneden toenemend, {\displaystyle j} horizontaal. Ook in deze volgorde bij het aangeven van het aantal rijen en kolommen: een {\displaystyle m\times n}-matrix heeft {\displaystyle m} rijen en {\displaystyle n} kolommen.
- Spreadsheet: (lettercombinatie, {\displaystyle i}): lettercombinatie horizontaal, {\displaystyle i} verticaal, naar beneden toenemend.
- Schaakbord: (letter, {\displaystyle i}): letter horizontaal, {\displaystyle i} verticaal, naar boven toenemend.